# Peltastes giganteus
Peltastes giganteus är en oleanderväxtart som beskrevs av R. E. Woodson. Peltastes giganteus ingår i släktet Peltastes och familjen oleanderväxter. Inga underarter finns listade i Catalogue of Life.